# 代数曲面
数学において、代数曲面(英: algebraic surface)とは、多様体の次元が 2 である代数多様体のことを言う。複素数体上の場合には、代数曲面は複素次元 2（複素多様体として）であり、非特異(non-singular)のときには、微分可能多様体としては次元 4 である。
代数曲面の理論は、代数曲線（コンパクトリーマン面で、実次元が 2 の純粋な曲面）と比較して非常に複雑である。しかしながら、およそ 100年前の代数幾何学イタリア学派(Italian school of algebraic geometry)以来、多くの結果が得られている。

## 小平次元による分類
次元が 1 の場合には、（位相的な）種数だけによる双有理な分類ができたが、次元が 2 の場合は、位相的な種数だけでは双有理的な区別ができないので、算術種数 {\displaystyle p_{a}} と 幾何種数 {\displaystyle p_{g}} の差異が重要なことがわかる。従って、曲面の不正則数が代数多様体の双有理分類のために導入する。結果をまとめると下記のようになる。（詳細の曲面の各々の種類については、各々のリダイレクション先を参照） 
代数曲面の例は下記のようになる（κ は小平次元である）。
- κ = −∞ : 射影平面（英語版）(projective plane)、P3 の中の 2次曲面、3次曲面（英語版）(cubic surface)、ベロネーゼ曲面（英語版）(Veronese surface)、デル・ペッゾ曲面（英語版）(del Pezzo surface)、線織曲面（英語版）(ruled surface)
- κ = 0 : K3曲面、アーベル曲面、エンリケス曲面、超楕円曲面
- κ = 1 : 楕円曲面
- κ = 2 : 一般型代数曲面

さらに例があるので、代数曲面のリストを参照。
最初にある 5つの例は、実際、双有理同値である。すなわち、例えば、3次曲面は函数体が複素平面(projective plane)の函数体に同型であり、2つの変数の有理函数となっている。2つの曲線のカルテシアン積（直積）もまたこの例となる。

## 代数曲面の双有理幾何学
代数曲面の双有理幾何学は、ブローアップ(blowing up)（また、モノイダル変換(monoidal transformation)としても知られている）により、非常に豊富な内容をもっている。この変換は、一点を接線方向の直線全体（ 1本の射影直線(projective line)）で置き換えることである。ある曲線が、ブローダウンの結果かもしれないが、（その場合は、）自己交点数が −1 でなくてはいけないという制限が存在する。

## 性質
中井の判定条件は、
曲面 S の因子(divisor) D が豊富であることと、D2 > 0 であり、かつ S 上の全ての規約曲線 C に対して D•C > 0 が成り立つことは同値である。
豊富な因子は、その性質がよく知られている射影空間のある超平面バンドルのプルバック(pullback)となっているという、素晴らしい性質を持っている。{\displaystyle {\mathcal {D}}(S)} を S の因子の全てからなるアーベル群とすると、 交点定理のおかげで、
{\displaystyle {\mathcal {D}}(S)\times {\mathcal {D}}(S)\rightarrow \mathbb {Z} :(X,Y)\mapsto X\cdot Y}
を二次形式とみなすことができる。
{\displaystyle {\mathcal {D}}_{0}(S):=\{D\in {\mathcal {D}}(S)|D\cdot X=0,{\text{for all }}X\in {\mathcal {D}}(S)\}}
とすると、{\displaystyle {\mathcal {D}}/{\mathcal {D}}_{0}(S):=Num(S)} は、S の数値的な同値類群となり、
{\displaystyle Num(S)\times Num(S)\mapsto \mathbb {Z} =({\bar {D}},{\bar {E}})\mapsto D\cdot E}
もまた、{\displaystyle Num(S)} 上の二次形式となる。ここに {\displaystyle {\bar {D}}} は S 上の D の像である。（以下では、像 {\displaystyle {\bar {D}}} を省略し、D と書くことにする。）
S 上の豊富なバンドル H に対し、定義
{\displaystyle \{H\}^{\perp }:=\{D\in Num(S)|D\cdot H=0\}.}
はホッジ指数定理(Hodge index theorem)の曲面バージョンを導く。
{\displaystyle D\in \{\{H\}^{\perp }|D\neq 0\}}に対して、{\displaystyle D\cdot D<0} が成り立つ、つまり、{\displaystyle \{H\}^{\perp }} は負定値二次形式である。
この定理は、中井の判定条件と曲面のリーマン・ロッホの定理を使い、証明することができる。全ての {\displaystyle \{H\}^{\perp }} の中の因子に対して、この定理は成り立つ。この定理は、曲面の研究のツールを提供するのみならず、全ての代数的閉体の上で成り立つので、ドリーニュ(Deligne)によるヴェイユ予想の証明に用いられた。
代数曲面上の基本的な結果として、ホッジ指数定理(Hodge index theorem)がある。また、エンリケス・小平の分類と呼ばれる双有理同値分類の 5つのグループへの分割がある。一般型のタイプのクラスは小平次元が 2 で、（次数が）非常に大きい（例えば、次数 5 もしくはそれ以上の次数の P3 の中の非特異曲線である）。
本質的には、曲面には 3つの不変量であるホッジ数がある。それらの中の h1,0 は古典的には不正則数と呼ばれ、q で表され、h2,0 は幾何種数 pg と呼ばれた。三番目の h1,1 は、双有理不変ではない。なぜならば、ブローアップ(blowing up)により H1,1 を持つ曲線全体を加えることができるからである。ホッジサイクル(Hodge cycle)は代数的であり、代数的同値(algebraic equivalence)は、ホモロジー同値と一致することが知られているので、h1,1 は、ネロン・セヴィリ群のランク ρ の上界である。算術種数 pa は次の式のような差である。 
算術種数  = 幾何種数 − 不正則数
実際、これが、なぜ「エラー項」という意味の不正則数という名前がついたかの理由である。

## 曲面のリーマン・ロッホの定理
曲面のリーマン・ロッホの定理 は最初に、マックス・ネター(Max Noether)により定式化された。曲面の上の曲線の族は、ある意味で分類することができ、豊かな興味深い幾何学をもたらす。